# Tu enfanteras sans douleur
Pour plus de détails, voir Fiche technique et Distribution.
Tu enfanteras sans douleur est un film documentaire français réalisé par Henri Fabiani, sorti en 1956. 

## Synopsis
Documentaire réalisé pour la Sécurité sociale.

## Fiche technique
- Titre : Tu enfanteras sans douleur
- Réalisation : Henri Fabiani
- Photographie : Sacha Vierny
- Musique : Georges Delerue
- Production : Les Films d'aujourd'hui (Louis Dalmas)
- Pays d'origine :  France
- Genre : Documentaire
- Durée : 26 min
- Date de sortie :
  - France - 31 octobre 1956[1]